# Batalha de Langside
A Batalha de Langside foi travada em 13 de maio de 1568, entre forças leais a Maria Rainha da Escócia e forças agindo em nome de seu filho Jaime VI. Em 1567, o curto período de governo pessoal de Maria terminou em recriminação, intriga e desastre quando, após sua captura em Carberry Hill, ela foi forçada a abdicar em favor de James VI, seu filho bebê.

## Homens da Rainha
A abdicação de Maria não tinha sido universalmente popular, mesmo entre setores da nobreza protestante, e as notícias de sua fuga foram amplamente bem-vindas. Com uma escolta de cinquenta cavalos liderados por Lord Claud Hamilton, ela chegou a Lanarkshire, prestes a ser acompanhada por uma ampla seção transversal da nobreza
Foi declarado abertamente que sua abdicação, e seu consentimento para a coroação de James, tinha sido extorquido dela sob ameaça de morte. Um ato de conselho foi então aprovado, declarando todo o processo pelo qual Moray havia sido nomeado como Regente como traição.